# イラブー汁

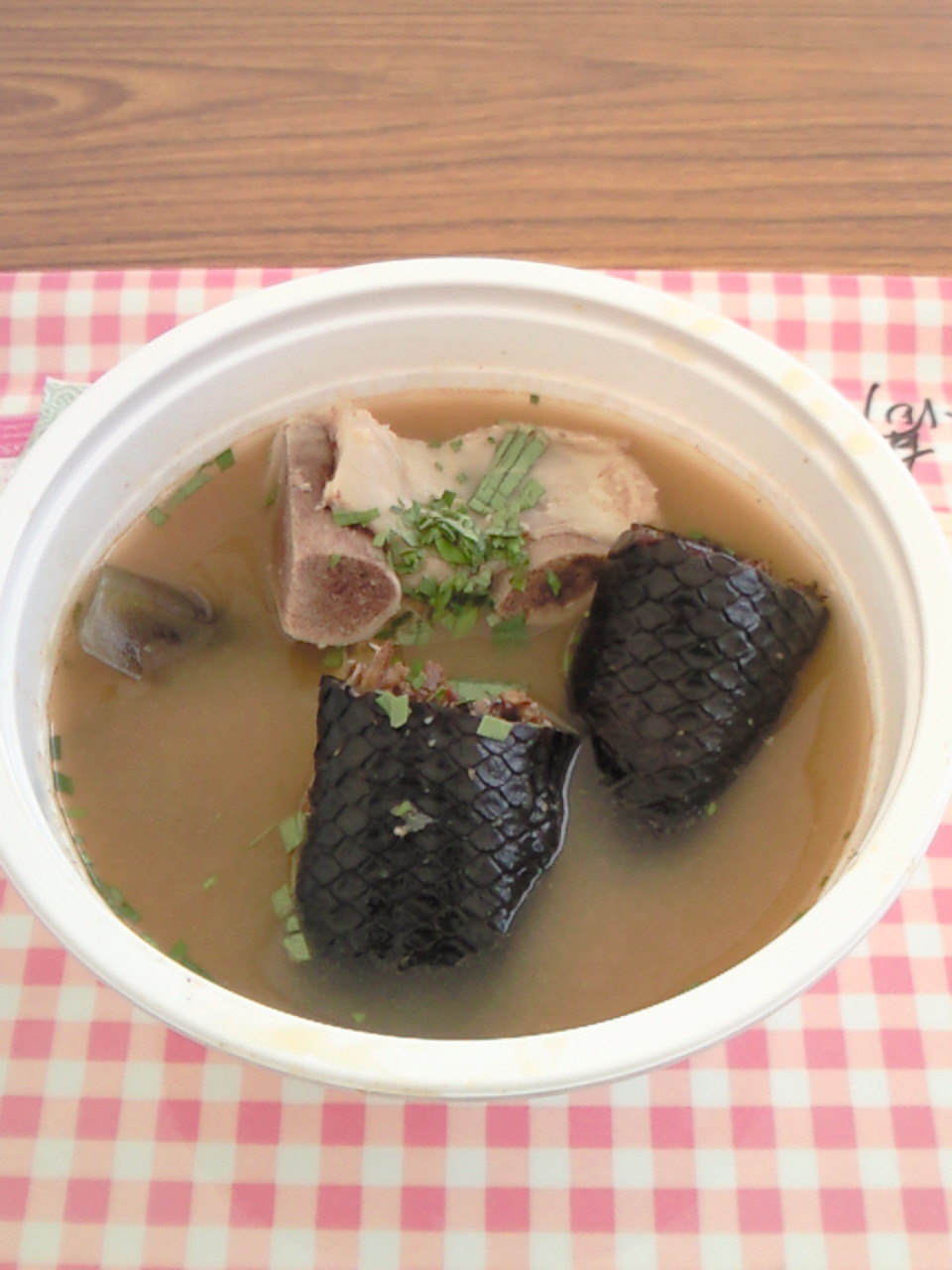
イラブー汁

イラブー汁（イラブーじる）は、琉球王国の宮廷料理の流れを汲む、沖縄の伝統料理。イラブーとは、エラブウミヘビのこと（実際には同じエラブウミヘビ属であるヒロオウミヘビやアオマダラウミヘビもイラブーとして販売されている）であり、伝統的に神事に携わるノロにのみ、産卵のために上陸したものを採捕する漁業権が許されてきた歴史を有する。

## 概要
漁獲したイラブーは硬く乾燥した燻製にして保存し、これを手間と時間をかけてもどし、煮込んで出汁をとる。汁の具はこのイラブーのほかに、島豆腐や豚肉、昆布や野草などが用いられる。
かつては宮廷の高級料理であったために庶民がめったに口にできるものではなかったが、伝統的に薬用効果があるとされ、産後、病後などの滋養料理として沖縄で人気がある。神経痛、打ち身、リウマチに効果があり、また利尿剤となると伝えられる。